# Rubens Peale
Rubens Peale  (4 tháng 5 năm 1784 - 17 tháng 7 năm 1865) là một nghệ sĩ người Mỹ và là giám đốc bảo tàng. Sinh ra ở Philadelphia, ông là con của nghệ sĩ - nhà tự nhiên học, Charles Willson Peale..

## Tiểu sử
Ông là con thứ tư của Charles Willson Peale. Rubens có đôi mắt yếu đuối, và không giống như hầu hết các anh chị em của mình, không phải là một nghệ sĩ. Ông đã đi cùng gia đình vào năm 1802 đến Vương quốc Anh, nhưng không thể đi du lịch trên lục địa với việc nối lại chiến tranh sau hòa ước Amiens.. Năm 1803, ông theo học tại trường Đại học Pennsylvania. Ông trở thành giám đốc bảo tàng của cha ông tại Philadelphia từ năm 1810 đến năm 1821,  và sau đó là Bảo tàng Peale ở Baltimore, mà ông đã quản lý với anh trai, Rembrandt Peale. Để thúc đẩy bảo tàng, ông đã lắp đặt đèn chiếu sáng gas trong bảo tàng.

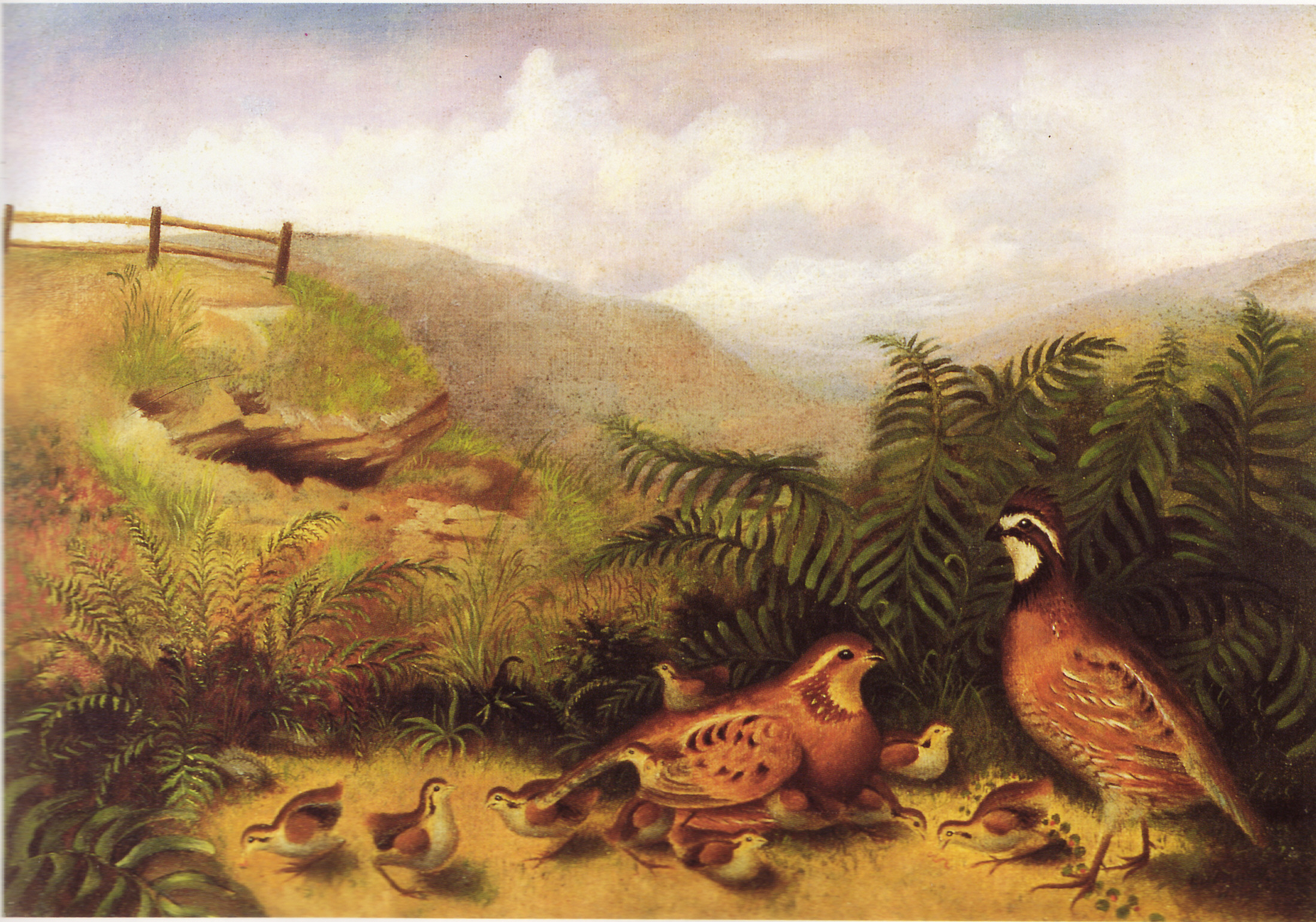
Phong cảnh với gà cút cát và gà bởi Rubens Peale, ngày chưa biết

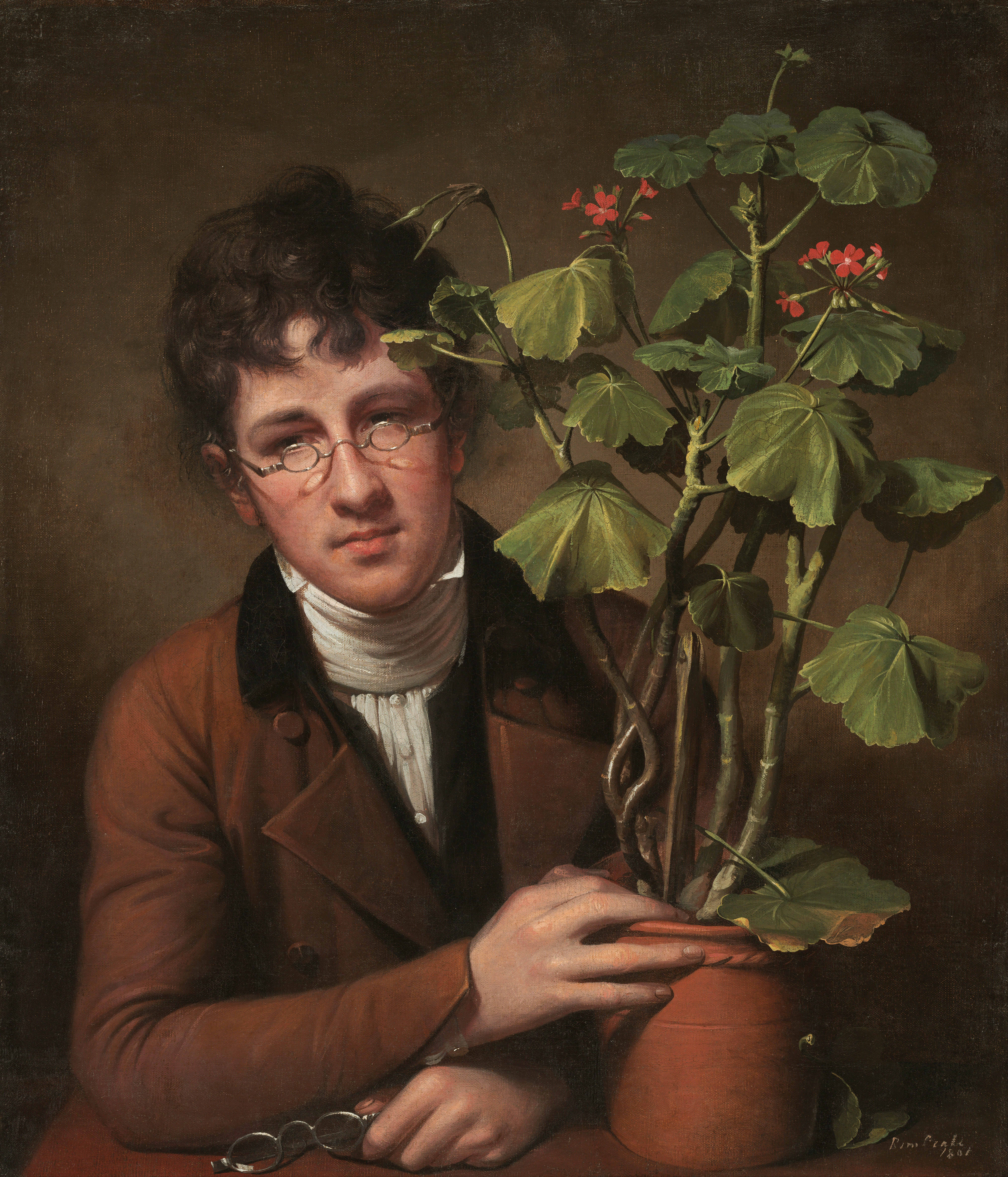
Rubens Peale With a Geranium (1801) bởi Rembrandt Peale.

## Sự nghiệp
Ông mở bảo tàng riêng của mình ở New York vào ngày 26 tháng 10 năm 1825 (cùng với việc mở kênh đào Erie). Vào năm 1840, Peale sẽ đổi tên thành Bảo tàng Lịch sử và Khoa học Tự nhiên New York. Sự hoảng loạn năm 1837 đã đưa bảo tàng của ông trở thành món nợ. Nó cạnh tranh với Bảo tàng Mỹ, P.T. Barnum. Rubens đã phải bán toàn bộ bộ sưu tập của mình cho Barnum năm 1843.  Năm 1837, ông nghỉ hưu với bố vợ, gia đình của George Patterson gần Schuylkill Haven, Pennsylvania, và sống như một quý ông nông thôn, tại Woodland Farm.. Ông đã thử nghiệm với sự mê hoặc, và viết cho anh trai Rembrandt về nó.
Tháng 10 năm 1855, ông bắt đầu viết một tập san, và ông đã chuyển sang vẽ tranh đời sống, như một sự gia tăng quan tâm của ông trong lịch sử tự nhiên. and he turned to still life painting, as an extension of his interest in natural history. Năm 1864, ông trở lại Philadelphia, và học vẽ cảnh quan với Edward MoranIn 1864, he returned to Philadelphia, and studied landscape painting with Edward Moran. Trong mười năm cuối đời, ông đã sản xuất 130 bức tranh.